# Junior Eurovision Song Contest 2012
La decima edizione del Junior Eurovision Song Contest si è svolta il 1º dicembre 2012 presso la Heineken Music Hall di Amsterdam, nei Paesi Bassi.
Il concorso si è articolato in un'unica finale condotta da Ewout Genemans e Kim-Lian van der Meij, ed è stato trasmesso in 13 paesi (inclusa l'Australia). La durata totale del concorso è stata di 2 ore.
In questa edizione hanno debuttato l'Albania, l'Azerbaigian e Israele, mentre la Bulgaria, la Macedonia, la Lettonia e la Lituania hanno annunciato il proprio ritiro.
La vincitrice è stata Anastasija Petryk per l'Ucraina con Nebo.

## Organizzazione
Come è già accaduto nell'edizioni precedenti, l'Unione europea di radiodiffusione (UER), ha annunciato che sarebbero state le emittenti interessate a presentare una candidatura per organizzare la manifestazione.
L'11 ottobre 2011, è stato annunciato che i Paesi Bassi con l'emittente nazionale AVRO avrebbe avuto l'onore di organizzare la manifestazione, diventando il primo paese ad ospitare la manifestazione per due volte, dopo aver organizzato anche l'edizione 2007 a Rotterdam.

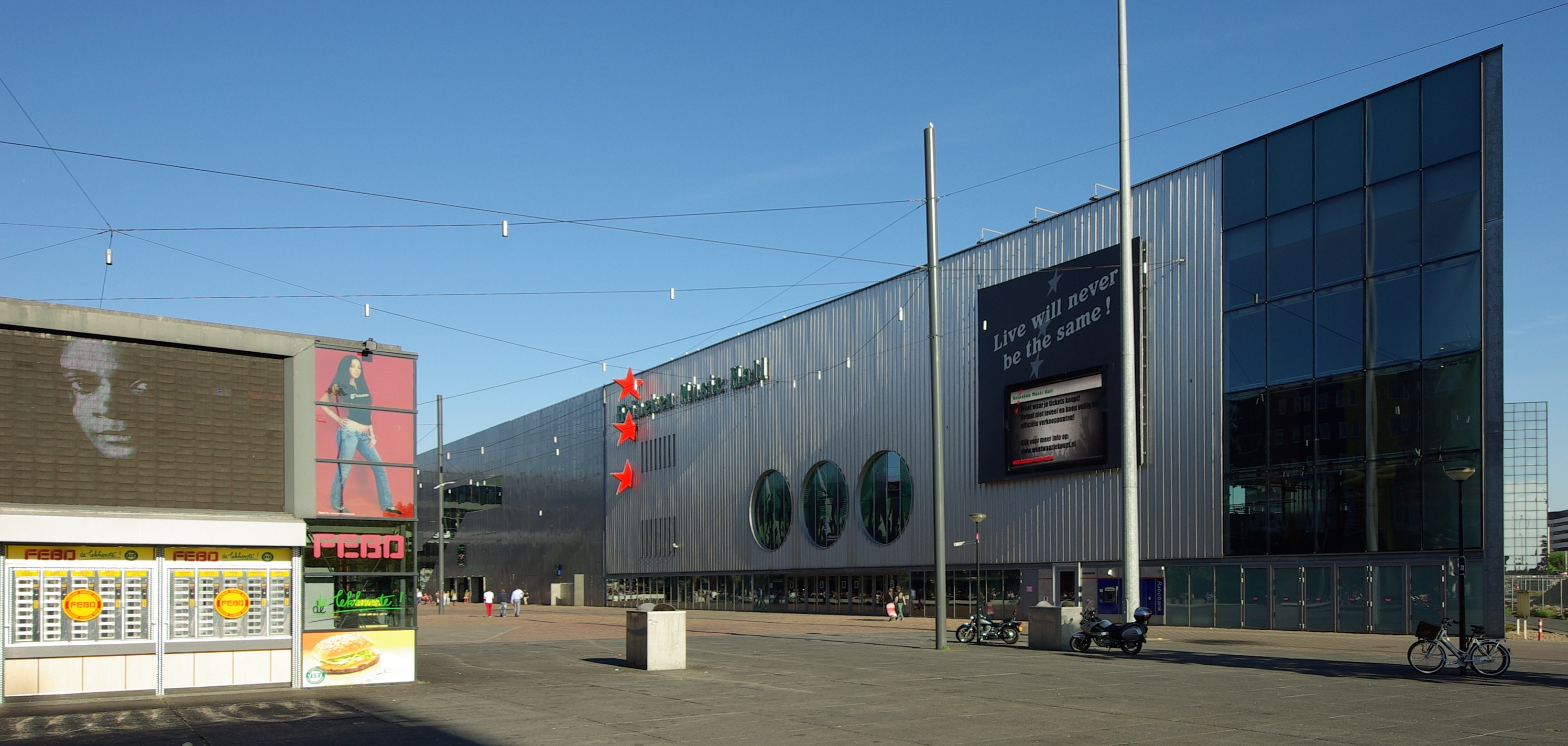
La Heineken Music Hall, sede del Junior Eurovision Song Contest 2012.

### Scelta della sede
Il 27 febbraio 2012, AVRO confermò che la sede sarebbe stata la Heineken Music Hall, una tra le maggiori sale concerto del paese, collocata a sud-est della capitale olandese. La Heineken Music Hall comprende due sale concerti, una più grande chiamata Black Box con una capienza di circa 5 500 persone ed una più piccola utilizzata principalmente per la sala stampa.

### Slogan e logo
Il 6 settembre 2012 è stato reso noto lo slogan e il logo di questa edizione.
Lo slogan di questa edizione è "Break the Ice".
Il logo di questa edizione, disegnato dall'architetto olandese Frits van Dongen, rappresenta una scultura di ghiaccio composta dal nome della manifestazione e da un microfono, che simboleggiano la libertà, la creatività e l'amore per la natura.

### Presentatori
I presentatori incaricati di condurre l'evento sono stati: Ewout Genemans e Kim-Lian van der Meij.
- Ewout Genemans è un produttore televisivo e presentatore olandese. Ha iniziato la sua carriera producendo molti programmi televisivi per l'emittente RTL 4 tra cui Vliegende Hollanders. Successivamente ha iniziato la carriera da presentatore conducendo il programma giovanile ZOOP, seguito dai vari spin-off internazionali.
- Kim-Lian van der Meij è una cantante e presentatrice olandese. Ha iniziato la sua carriera televisiva conducendo il programma musicale Kids Top 20 su Jetix. Nello stesso anno avvia la sua carriera musicale con i singoli di successo Teenage Superstar e Hey Boy!. Ritorna a coprire il ruolo di presentatrice della manifestazione, dopo aver condotto anche l'edizione 2007.

### Sistema di voto
I cittadini di ogni stato partecipante hanno potuto votare chiamando da telefono fisso oppure tramite SMS, e conta per il 50% dei voti totali. Ogni Stato ha 10 preferiti e in base ai voti espressi si aggiudicano i punti: 1, 2, 3, 4, 5, 6, 7, 8, 10 e 12 per il preferito. Inoltre ogni paese ha una giuria di esperti che conta per il restante 50% dei voti. All'inizio, come ogni anno, tutti i paesi hanno ricevuto automaticamente 12 punti.
A tutto ciò si aggiunge il voto di un'ulteriore giuria, chiamata "Giuria dei ragazzi" (Kids Jury), composta da giovani ragazzi dai 10 ai 15 anni capitana dal vincitore dell'edizione precedente.

## Stati partecipanti

Stati partecipanti
Stati che hanno partecipato in passato ma non nel 2012

Stati partecipanti
     Stati che hanno partecipato in passato ma non nel 2012
| Stato                       | Artista           | Brano                         | Lingua                            | Processo di selezione                      |
| --------------------------- | ----------------- | ----------------------------- | --------------------------------- | ------------------------------------------ |
| Albania                     | Igzidora Gjeta    | Kam një këngë vetëm për ju    | Albanese                          | Junior Fest Albania 2012, 10 ottobre 2012  |
| Armenia                     | Compass Band      | Sweetie Baby                  | Armeno, inglese                   | Junior Eurosong 2012, 30 settembre 2012    |
| Azerbaigian                 | Omar & Suada      | Girls & Boys (Dünya Sənindir) | Azero, inglese                    | Junior Selection                           |
| Belgio                      | Fabian            | Abracadabra                   | Olandese                          | Junior Eurosong 2012                       |
| Bielorussia                 | Jagor Žėško       | A more-more                   | Russo                             | Nacional'nyj otbor 2012, 28 settembre 2012 |
| Georgia                     | The Funkids       | Funky Lemonade                | Georgiano, inglese                | Interno, 10 ottobre 2012                   |
| Israele                     | Kids.il           | Let The Music Win             | Ebraico, francese, inglese, russo | Interno, 13 ottobre 2012                   |
| Moldavia                    | Denis Midone      | Toate vor fi                  | Rumeno, inglese                   | Eurovisionul copiilor 2012, 4 ottobre 2012 |
| Paesi Bassi (organizzatore) | Femke             | Tik Tak Tik                   | Olandese                          | Junior Songfestival 2012, 6 ottobre 2012   |
| Russia                      | Lerika            | Sensation                     | Russo, inglese                    | Junior EuroSong 2012, 3 giugno 2012        |
| Svezia                      | Lova Sönnerbo     | Mitt mod                      | Svedese                           | Lilla Melodifestivalen 2012                |
| Ucraina                     | Anastasija Petryk | Nebo                          | Ucraino, inglese                  | Nacvidbir 2012                             |

## L'evento
La manifestazione si è svolta il 1º dicembre 2012 alle 20:15 CET; vi hanno gareggiato 12 paesi.
La serata è stata aperta da Rachel Traets, rappresentante olandese nell'edizione precedente, esibendosi con Euphoria, brano vincitore dell'Eurovision Song Contest 2012. Mentre nell'Interval Act si sono esibiti Ralf Mackenbach e Kim-Lian van der Meij con Break the Ice e tutti i partecipanti che si sono esibiti con la common song We Can Be Heroes.
| N° | Stato       | Artista           | Brano                         | Punti | Posizione |
| -- | ----------- | ----------------- | ----------------------------- | ----- | --------- |
| 01 | Bielorussia | Jagor Žėško       | A more-more                   | 56    | 9         |
| 02 | Svezia      | Lova Sönnerbo     | Mitt mod                      | 70    | 6         |
| 03 | Azerbaigian | Omar & Suada      | Girls & Boys (Dünya Sənindir) | 49    | 11        |
| 04 | Belgio      | Fabian            | Abracadabra                   | 72    | 5         |
| 05 | Russia      | Lerika            | Sensation                     | 88    | 4         |
| 06 | Israele     | Kids.il           | Let the Music Win             | 68    | 8         |
| 07 | Albania     | Igzidora Gjeta    | Kam një këngë vetëm për ju    | 35    | 12        |
| 08 | Armenia     | Compass Band      | Sweetie Baby                  | 98    | 3         |
| 09 | Ucraina     | Anastasija Petryk | Nebo                          | 138   | 1         |
| 10 | Georgia     | The Funkids       | Funky Lemonade                | 103   | 2         |
| 11 | Moldavia    | Denis Midone      | Toate vor fi                  | 52    | 10        |
| 12 | Paesi Bassi | Femke             | Tik Tak Tik                   | 69    | 7         |

12 punti
| N. | A       | Da                                                                           |
| -- | ------- | ---------------------------------------------------------------------------- |
| 8  | Ucraina | Armenia, Belgio, Bielorussia, Israele, Moldavia, Paesi Bassi, Russia, Svezia |
| 2  | Armenia | Georgia, Ucraina                                                             |
| 1  | Albania | Azerbaigian                                                                  |
| 1  | Georgia | Giuria dei ragazzi                                                           |
| 1  | Svezia  | Albania                                                                      |

## Portavoce
- Giuria dei ragazzi: Ralf Mackenbach (Vincitore del Junior Eurovision Song Contest 2009)
- Bielorussia: Marija Drozdova
- Svezia: Leya Gullström
- Azerbaigian: Leila Hajili
- Belgio: Femke Verschueren (Rappresentante dello Stato al Junior Eurovision Song Contest 2011)
- Russia: Valentin Sadyki (Portavoce nell'edizione precedente)
- Israele: Maayan Aloni
- Albania: Keida Dervishi
- Armenia: Michael Varosyan
- Ucraina: Kristall (Rappresentante dello Stato al Junior Eurovision Song Contest 2011)
- Moldavia: Felcia Genunchi
- Paesi Bassi: Lidewei Loot
- Georgia: Candy (Vincitrici del Junior Eurovision Song Contest 2011)

## Trasmissione dell'evento e commentatori

### Televisione e radio
| Paese       | Emittente | Stazione           | Commentatori                 | Note |
| ----------- | --------- | ------------------ | ---------------------------- | ---- |
| Albania     | RTSH      | TVSH               | Andri Xhahu                  |      |
| Armenia     | ARMTV     | ARMTV              | Gohar Gasparyan              |      |
| Australia   | SBS       | SBS Two            | Sconosciuto                  |      |
| Azerbaigian | İTV       | İctimai Televiziya | Konul Arifkizi               |      |
| Belgio      | VRT       | Één                | Astrid Demeure Tom De Cock   |      |
| Bielorussia | BTRC      | Belarus 1          | Pavel Lazorik                |      |
| Georgia     | GPB       | 1TV                | Temo Kvirkvelia              |      |
| Israele     | IBA       | IBA                | Nessuno                      |      |
| Moldavia    | TRM       | TRM1               | Rusalina Rusu                |      |
| Paesi Bassi | NPO       | Nederland 1        | Marcel Kuijer                |      |
| Russia      | VGTRK     | Rossija 1          | Ol'ga Šelest                 |      |
| Svezia      | SVT       | SVT2               | Edward af Sillén Ylva Hällen |      |
| Ucraina     | NTU       | UA:Peršyj          | Timur Mirošnyčenko           |      |

### Streaming
| Paese | Piattaforma |
| ----- | ----------- |
| Mondo | YouTube     |

## Stati non partecipanti
- Bulgaria: l'11 giugno 2012 BNT ha confermato che non avrebbe preso parte all'evento.[10]
- Cipro: il 10 giugno 2012 CyBC ha confermato che non avrebbe preso parte all'evento.[11]
- Finlandia: il 12 giugno 2012 YLE ha dichiarato che non avrebbe esordito in questa edizione.[12]
- Italia: nel luglio 2011 l'UER ha dichiarato che stava lavorando con la Rai per permettere il debutto del paese al concorso. Tuttavia un ritardo nelle trattative ha fatto sì che non fosse così, annunciando comunque che l'Italia si sarebbe sicuramente assicurata un posto nelle successive edizioni.
- Lettonia: il 27 giugno 2012 il capo delegazione lettone Irene Gruzite, ha annunciato il ritiro del paese dalla manifestazione. Non sono stati precisati i motivi del ritiro, ma, si crede sia dovuto a evidenti ragioni economiche che già l'anno precedente avevano portato, il paese baltico, sull'orlo del ritiro.[13]
- Lituania: il 27 giugno 2012 il capo delegazione lituano Audrius Girzadas, ha confermato il ritiro del paese dalla manifestazione citando la scelta di LRT di stanziare i fondi per l'acquisizione dei diritti per poter trasmettere Euro 2012 e i XXX giochi olimpici.[13]
- Macedonia: il 13 luglio 2012 MRT ha confermato il ritiro dalla manifestazione citando i problemi riscontrati con il sistema di voto, oltre ai problemi economici dell'emittente.[10]
- Norvegia: nel giugno 2012 NRK ha confermato che non avrebbe preso parte all'evento.[10]
- Portogallo: nel giugno 2012 RTP ha confermato che non avrebbe preso parte citando problemi economici.[14]
- San Marino: il 22 agosto 2012 San Marino RTV ha confermato che non avrebbe preso parte all'evento.[11]
- Serbia: l'11 agosto 2012 RTS ha confermato che non avrebbe preso parte citando problemi economici.[15]